# Devon Energy Center
Devon Energy Center (známý také jako Devon Energy Tower nebo Devon Tower) je mrakodrap v Oklahoma City, Oklahoma (USA). S výškou 259 m je nejvyšší budovou města a státu.
Výstavba probíhala v letech 2009 - 2012 a architektem byl Pickard Chilton a společnost Kendall / Heaton Associates. V budově sídlí společnost Devon Energy. Má celkem 52 nadzemních a 2 podzemní patra. Celková podlahová plocha budovy je 125 812 m2. Podle původního návrhu měla mít budova výšku 282 metrů a 54 pater.